# 올해의 여성운동상
올해의 여성운동상은 한국여성단체연합이 세계 여성의 날을 맞아 여성문제 가운데 특정 부문을 여론화해 여성운동 발전에 공헌했거나 풀뿌리 여성운동 활성화, 사회적 공공선 확립, 성평등과 여성 권익 향상에 이바지한 개인 또는 단체에 시상하는 상이다. 이 상은 성평등 디딤돌상과 성평등 걸림돌상과 함께 시상한다.

## 역대 수상자
| 연도        | 수상자                                                     | 수상 사유 |
| ----------- | ---------------------------------------------------------- | --- |
| 1987년 1회  | 권인숙                                                     | 부천서 성고문 사건을 폭로 |
| 1988년 2회  | 맥스테크 노동조합                                          | 회사측의 불법 위장폐업을 철회 |
| 1989년 3회  | 피코 노동조합                                              | 다국적 기업의 횡포를 폭로 |
| 1989년 3회  | 강정순                                                     | 경찰관에 의한 강간을 폭로하여 성폭력을 사회 문제화하는데 큰 기여를 하였다. 특히 묻어두기 쉬운 경찰에 의한 성폭력을 폭로함으로써, 성폭력이 한 여성만의 문제가 아닌 대사회범죄임을 각인시켰으며, 여성계에서 성폭력특별법 제정을 요구하게 되는 하나의 배경이 되기도 하였다.                                                                                 |
| 1990년      | 수상자 없음                                                | |
| 1991년 4회  | 임수경                                                     | 조국의 현실에서 민족의 염원인 조국 통일을 이루기 위해 45년간 넘지 못한 분단의 경계선을 넘어 7천만 남북 동포의 가슴속에 통일 의지를 불어넣었으며, 여성이 통일 운동의 주체임을 각인 |
| 1992년 5회  | 박영숙                                                     | 4년간의 의정활동을 통하여 이 땅의 억눌리고 가난한 여성과 민중들의 입장을 대변하고, 성실과 청렴의 자세로 가부장적이고 권위주의적인 한국의회에서 가장 바람직한 여성의원의 전형 |
| 1992년 5회  | 김학순                                                     | 일본군 위안부 범죄를 최초로 증언 |
| 1993년 6회  | 중소기업은행 노동조합 여성정책실                           | 여성조합원의 참여로 여행원제 폐지, 신인사제도 폐지, 모범적인 여성조직활동 등 은행 여성노동자들의 문제를 조직적으로 해결해 나가는 대중적 여성 운동의 바람직한 전형 |
| 1994년 7회  | 홍미영 인천 북구의회                                       | 인천에서 13년간 빈민여성운동을 펼쳐온 것을 비롯 지역여성운동에 적극 참여해왔으며 쓰레기문제대책위원회 구성 등 활발한 의정활동 |
| 1995년      | 수상자 없음                                                | |
| 1996년 8회  | 도츠카 에츠로 일본 변호사                                  | 스위스에 체류하면서 유엔 인권위원회에 일본군 위안부 관련자료들을 제공하고 피해자들에 대한 구제책을 모색하는데 노력 |
| 1997년 9회  | 이계경 여성신문사 대표                                     | 1988년 설립하여, 여성운동 과제를 사회여론화하였다. 또한 사랑의 음악회, 가족문화제, 평등부부상 수상 등의 새로운 여성문화 양식을 창조하였고, 평등 사회를 위한 <'96 여성인력활용전>을 통해 여성 고용 창출에 기여 |
| 1998년 10회 | 박원순, 이종걸, 최은순 공동 변호인단                       | 성희롱에 대한 사회적 경각심을 불러일으킨 서울대 우조교 성희롱 사건에서 승소 |
| 1999년 11회 | 강명순 부스러기선교회 협동총무                             | 대학졸업 직후부터 25년동안 빈민지역에서 문맹여성교육, 여성자립재활교육과 어린이 공부방운영, 결식아동돕기운동, 국내 최초 아동무료급식소를 운영 |
| 2000년 12회 | 현대자동차 정리해고자(노조식당) 144명                      | 성차별적인 구조조정의 부당성에 맞서 투쟁 |
| 2001년 13회 | 윤정옥 한국정신대문제대책협의회 공동대표                   | 수십년간 숨겨져 있던 일본군 위안부 문제를 역사적 진실로 드러내고 진상규명 및 피해자 명예회복을 사회운동으로 발전 |
| 2002년 14회 | 매매춘 근절을 위한 한소리회                                | 다일공동체와 두레방, 새움터 등 13개 단체의 협의체로 지난 1986년 출범한 한소리회는 인권 사각지대인 성매매 현장에서 고통받다가 탈출한 여성의 보호와 의료지원, 직업재활에 헌신, 1992년 10월 미군에 의한 윤금이씨 피살사건을 폭로했으며 2000년 9월에는 군산 화재참사의 노예매춘 실태를 밝혀내 진상규명에 기여함으로써 성매매방지법 제정에 대한 공감대를 확산 |
| 2003년 15회 | 이혜경 여성문화예술기획의 대표                             | 페미니즘 문화운동단체, '무소의 뿔처럼 혼자서 가라' '마요네즈' 등 다수의 페미니즘 연극을 기획한 것을 비롯, 페니미즘 전용 문화공간인 극장 '마녀' 설립, 서울여성영화제 개최 등을 통해 페미니즘 예술활동을 주류무대로 진입시키는 산파역할 |
| 2003년 15회 | 이혜란 예술집단 오름의 전 대표                             | 80년대 진보여성단체의 효시격인 여성평우회 문화부에서의 현장문화활동을 시작으로 1997년 '오름'을 창단, 여성노동자와 매맞는 여성 등 소외여성의 목소리를 담은 노래와 연극, 굿 등의 공연물을 다수 창작, 여성운동의 문화적 역량을 끌어올렸다는 평가 |
| 2004년 16회 | 최재천                                                     | 호주제 폐지에 대한 생물학적 근거를 규명하고 헌법재판소에 부계 중심사회에 대한 과학자의 의견을 제출 |
| 2005년 17회 | 전국여성노동조합(대표: 나지현)                             | 대규모 공장과 남성, 정규직 중심의 노조 운동이 중심이 되고 있는 가운데 비정규직 여성노동자를 발굴하고 권익개선을 위한 활동을 전개 |
| 2006년 18회 | 학교급식전국 네트워크 배옥병 상임대표                      | 아이들의 건강을 위협하는 질낮은 급식과 위탁업체의 비리 등을 학부모와 지역사회의 참여로 개선 |
| 2007년 19회 | KTX 열차승무지부                                           | 여성 노동자에 대한 사회적 차별과 비정규직화에 당당히 맞선 투쟁으로 우리 시대의 주체적인 여성의 모습 |
| 2008년 20회 | 수요시위(한국정신대문제대책협의회)                         | 일본군 위안부 문제 해결을 촉구하며 1992년 1월8일 미야자와 일본 총리 방한을 계기로 1차 시위를 시작해 매주 수요일 일본대사관 앞에서 진행해 왔으며 지난 13일 800회를 맞은 수요시위는 전쟁 피해자가 주체가 되어 일본군 위안부 문제 해결을 이끌었으며 평화운동과 여성운동의 국내외 연대의 장이 되었다                                                         |
| 2009년 21회 | 한국여성민우회 소비자 생활협동조합                         | 1989년 출범 이후 여성이 주체가 되는 친환경농산물 소비를 통한 농업, 환경, 지역을 살리는 활동 |
| 2009년 21회 | 전 이랜드 노동조합                                         | 계산원 등 비정규직 노조원을 부당해고 하려는 사측에 맞서 510일 동안 투쟁하면서, 비정규직 양산을 막고 여성 비정규직 노동자의 고용 안정을 얻어내는 승리를 이끌어내 870만 비정규직 노동자들의 고통과 애환을 대변한 점이 평가 |
| 2010년 22회 | 수상자 없음                                                | 심사위원 간의 합의가 없어 선정하지 않았다. |
| 2011년 23회 | 너머서(전 서울YMCA 성차별철폐 회원연대)                    | 여성에게 총회원이 될 자격을 부여하지 않았다며 서울기독교청년회(YMCA)를 상대로 손해배상청구 소송을 제기해 최근 대법원에서 승소했다. |
| 2012년 24회 | 전국민간서비스산업연맹 전국학습지산업노동조합 재능교육지부 | 여성들이 다수인 학습지 교사라는 특수고용직의 부당한 현실을 알리고 사회적 공감대를 형성했다 비정규직이 여성 빈곤화의 상징이라면 노동권조차 인정받지 못한 가운데 투쟁을 지속해 온 재능교육 학습지노조는 여성 빈곤화에 대한 저항의 상징이 되고 있다 |
| 2013년 25회 | 은수연                                                     | 친족성폭력 수기인 '눈물도 빛을 만나면 반짝인다'의 저자 |
| 2014년 26회 | 밀양 송전탑 반대시위 할머니들                              | 고압 송전탑 문제뿐 아니라 사회적 약자를 희생시키고 미래세대에 책임을 떠넘기는 원자력발전소의 위험을 알려냄과 더불어 자신의 삶과 터전을 지키며 일상에서 공감하고 나눔을 실천하는 새로운 연대 방식을 보여줬다 |
| 2015년 27회 | 전국가정관리사협회                                         | 10년간 ‘가사 노동’에 대한 사회적 인식 개선에 힘쓰고 관련 정책입안에 기여 |
| 2016년 28회 | 수상자 없음                                                | |
| 2017년      | 디지털 성범죄 아웃                                         | 디지털 성범죄 피해에 대한 구체적 데이터를 근거로 여성운동의 새로운 연대고리와 유형을 창안하는 등 새 여성운동의 원동력이 되고 있다 |
| 2018년      | 르노삼성자동차 성희롱 피해자                               | “직장 내 성희롱 피해자와 조력자에 대한 징계는 불법”이라는 최초의 대법원 판결을 받아 미투 운동을 이끌었다 |
| 2019년      | 서지현                                                     | 한국 사회 미투 운동을 촉발 |

## 같이 보기
- 성평등 디딤돌상
- 성평등 걸림돌상